# Artjugina
L'Artjugina (in russo Артюгина?) è un fiume della Russia siberiana occidentale, affluente di sinistra dell'Enisej. Scorre nel Turuchanskij rajon del Territorio di Krasnojarsk.
Il fiume scorre lungo il bordo orientale del bassopiano della Siberia occidentale in una zona paludosa, in direzione sud-sud-est per metà percorso, poi svolta di 90º verso est-nord-est fino a sfociare nell'Enisej a 1 279 km dalla foce. Ha una lunghezza di 158 km e il suo bacino è di 1 960 km². Il fiume gela in ottobre e rimane coperto di ghiaccio fino a maggio.